# Open GDF SUEZ 42
L'Open GDF SUEZ 42 è un torneo professionistico femminile di tennis giocato su campi in cemento indoor. Fa parte dell'ITF Women's Circuit. Si gioca annualmente a Andrézieux-Bouthéon in Francia. Il montepremi del torneo era fissato inizialmente a $ 25.000, passando a $ 50.000 nel 2016, $ 60.000 nel 2017 e a $ 75.000 dal 2024.

## Albo d'oro

### Singolare
| Anno | Campionessa           | Finalista           | Punteggio        |
| ---- | --------------------- | ------------------- | ---------------- |
| 2011 | Mona Barthel          | Stephanie Vogt      | 6–3, 3–6, 6–4    |
| 2012 | Kristýna Plíšková     | Anna Remondina      | 6–2, 6–2         |
| 2013 | Alison Van Uytvanck   | Ana Vrljić          | 6–1, 6–4         |
| 2014 | Timea Bacsinszky      | Ysaline Bonaventure | 6–1, 6–1         |
| 2015 | Margarita Gasparjan   | Elica Kostova       | 6–4, 6–4         |
| 2016 | Stefanie Vögele       | An-Sophie Mestach   | 6–1, 6–2         |
| 2017 | Anett Kontaveit       | Ivana Jorović       | 6–4, 7–6         |
| 2018 | Georgina Garcia Perez | Arantxa Rus         | 6–2, 6–0         |
| 2019 | Rebecca Šramková      | Audrey Albié        | 6–2, 6(4)–7, 6–2 |
| 2020 | Ysaline Bonaventure   | Arantxa Rus         | 6–4, 7–6(3)      |
| 2021 | Harmony Tan           | Jaqueline Cristian  | 3–6, 6–2, 6–1    |
| 2022 | Ana Bogdan            | Anna Blinkova       | 7–5, 6–3         |
| 2023 | Océane Dodin          | Audrey Albié        | 3–6, 6–2, 7–5    |
| 2024 | Yuriko Lily Miyazaki  | Jessika Ponchet     | 3–6, 6–4, 6–1    |
| 2025 | Manon Leonard         | Elsa Jacquemot      | 3–6, 6–2, 7–5    |

### Doppio
| Anno | Campionesse                              | Finaliste                              | Punteggio              |
| ---- | ---------------------------------------- | -------------------------------------- | ---------------------- |
| 2011 | Darija Jurak Valerija Savinych           | Kiki Bertens Richèl Hogenkamp          | 6–3, 7–6(0)            |
| 2012 | Karolína Plíšková Kristýna Plíšková      | Julie Coin Eva Hrdinová                | 6–4, 4–6, [10–5]       |
| 2013 | Amra Sadiković Ana Vrljić                | Margarita Gasparjan Ol'ga Savčuk       | 5–7, 7–5, [10–4]       |
| 2014 | Julija Bejhel'zymer Kateryna Kozlova     | Timea Bacsinszky Kristina Barrois      | 6–3, 3–6, [10–8]       |
| 2015 | Gioia Barbieri Jeļena Ostapenko          | Lesley Kerkhove Ana Vrljić             | 2–6, 7–6(4), [10–3]    |
| 2016 | Elise Mertens An-Sophie Mestach          | Viktorija Golubic Xenia Knoll          | 6–4, 3–6, [10–7]       |
| 2017 | Nicola Geuer Anna Zaja                   | Ana Bogdan Ioana Loredana Roșca        | 6–3, 2–2 rit.          |
| 2018 | Ysaline Bonaventure Bibiane Schoofs      | Camilla Rosatello Kimberley Zimmermann | 4–6, 7–5, [10–7]       |
| 2019 | Cornelia Lister Renata Voráčová          | Andreea Mitu Elena-Gabriela Ruse       | 6–1, 6–2               |
| 2020 | Jaqueline Cristian Elena-Gabriela Ruse   | Ekaterine Gorgodze Raluca Șerban       | 7–6(6), 6(4)–7, [10–8] |
| 2021 | Lu Jiajing You Xiaodi                    | Paula Kania-Choduń Katarina Zavatska   | 6–3, 6–4               |
| 2022 | Estelle Cascino Jessika Ponchet          | Alicia Barnett Olivia Nicholls         | 6–4, 6–1               |
| 2023 | Sofya Lansere Oksana Selekhmeteva        | Conny Perrin Iryna Shymanovich         | 6–3, 6–0               |
| 2024 | Alevtina Ibragimova Ekaterina Ovcharenko | Emily Appleton Freya Christie          | 3–6, 6–3, [10–5]       |
| 2025 | Ayla Aksu Yuliya Hatouka                 | Conny Perrin Lian Tran                 | 5–7, 6–4, [14–12]      |